# Life Is Gone
«Life Is Gone» — дебютный полноформатный студийный альбом российской трэш-дэт метал группы Misanthrope Count Mercyful, выпущенный в 2005 году.

## Об альбоме
Life Is Gone выпущен не одним из российских лейблов звукозаписи, а собственными силами музыкантов, однако сведение и мастеринг были сделаны под руководством Аннси Киппо в его студии «Asia Studio». В записи альбома принимал участие клавишник группы «Stalwart» Леонид Верман.
Музыка представляет собой среднетемповый трэш и дэт метал, однако присутствуют и быстрые фрагменты. Среди инструментов выделяется лидирующая гитара, также отмечен уклон в сторону сильного вокала. Результат можно назвать техничным и эмоциональным, а музыку в целом - прямолинейной и конкретной. Критиками отмечена также концептуальность альбома, его мрачное и мизантропичное звучание.

## Список композиций
1. «The Repentanсе» — 04:20
2. «Victim Of The Pride» — 04:12
3. «Lost» — 04:50
4. «The Lullaby» — 03:59
5. «No Mean Kadat» — 4:54
6. «Demon In The Mirror» — 03:23
7. «Madness (Another War)» — 04:17
8. «Requiem» — 04:37

## Участники записи
- Сергей Мизантроп Милосердный — гитара, вокал
- Владислав «Vladeath» Сивков — гитары
- Алексей Севастьянов - бас
- Владислав Сальцевич - ударные
  - Леонид Верман - клавишные

### Запись альбома
- Запись — Antti Ihalainen, «PHANTOM PAIN STUDIO», 2004 год.
- Сведение — Anssi Kippo, «ASIA STUDIO».
- Мастеринг — Teemu Myyrylainen, «SONICHOUSE TM».
- Продюсеры — Anssi Kippo, Antti Ihalainen и Misanthrope Count Mercyful.